# Plutos naturliga satelliter

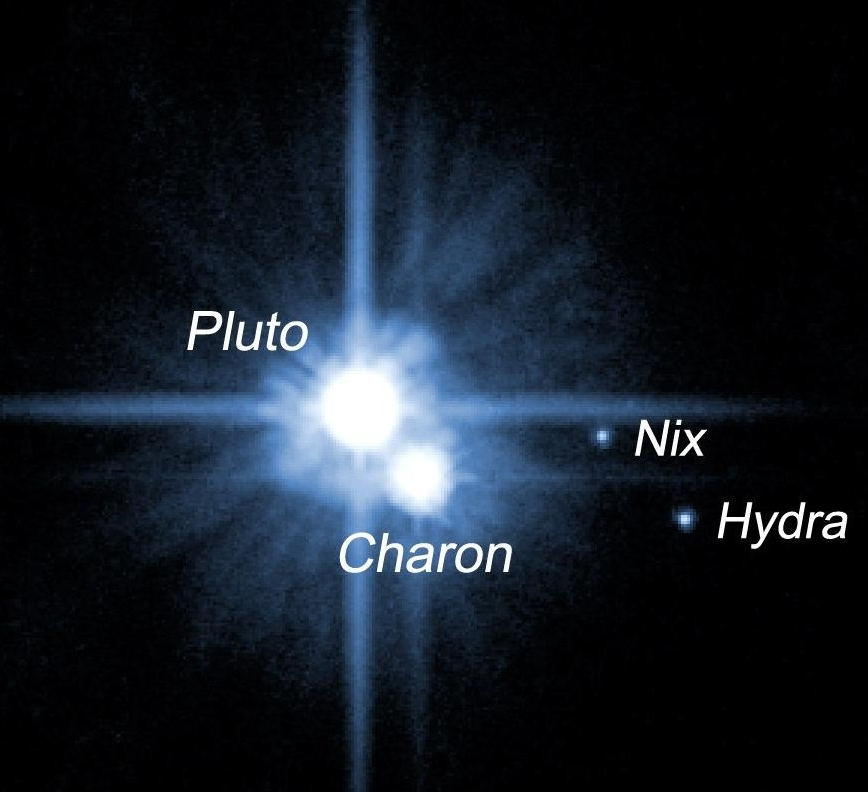
Bild av Plutosystemet taget av Rymdteleskopet Hubble

Dvärgplaneten Plutos fem kända månar är från Pluto räknat: Charon, Styx, Nix, Kerberos och Hydra. Den största månen, Charon, upptäcktes 1978 och den minsta, Styx, upptäcktes 2012. Namnen på samtliga fem månar anknyter till Plutos roll som härskare över underjorden i den grekiska och romerska mytologin.

## Charon

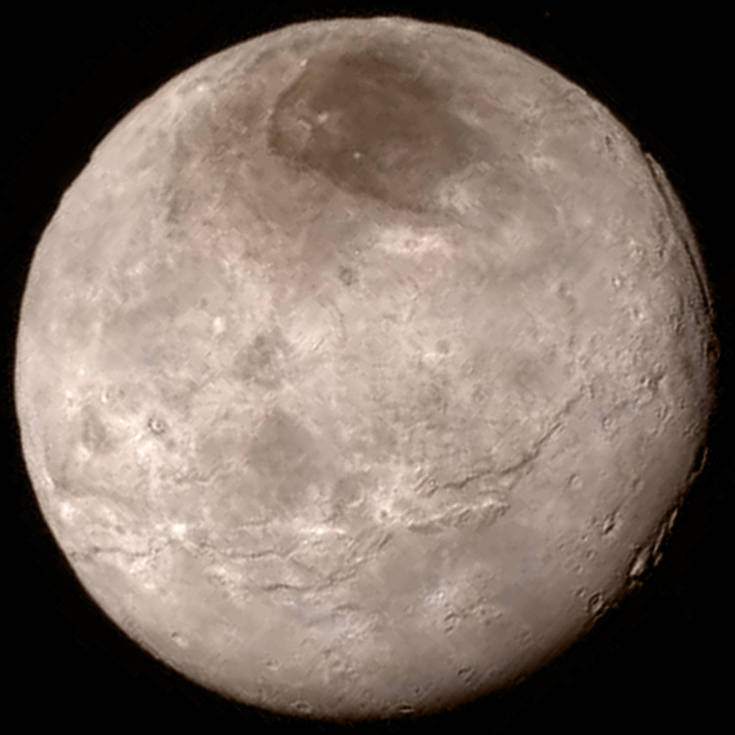
Charon fotograferad av New Horizons

Plutos största måne Charon upptäcktes 1978 av James W. Christy. Charon är den måne som befinner sig närmast Pluto. Pluto och Charon betraktas ofta som ett system av dvärgplaneter, eftersom storleksskillnaden dem emellan är så liten att deras masscentrum ligger mellan de två himlakropparna. Internationella astronomiska unionen (IAU) har dock inte formaliserat kriterier för dvärgplanetspar, varför Charons officiella status fortfarande är måne.

## Nix och Hydra

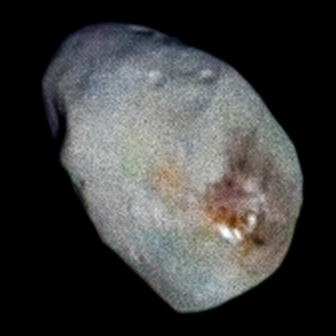
Nix fotograferad av New Horizons

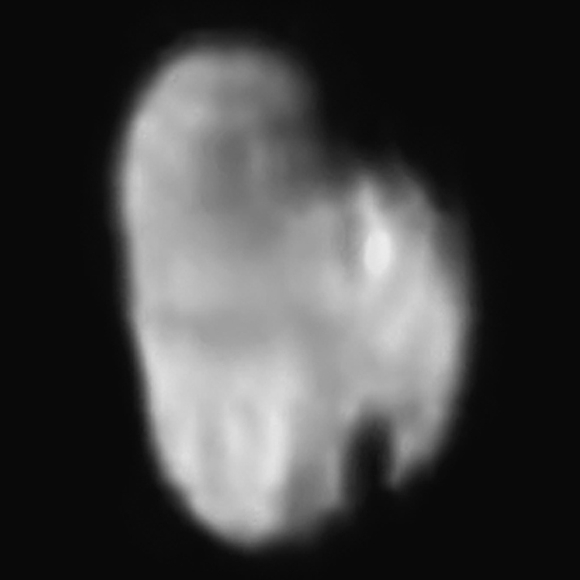
Hydra fotograferad av New Horizons

Plutos två yttre månar Nix och Hydra upptäcktes 2005 med hjälp av Hubbleteleskopet. Dessa månar, som är alltför små för att kunna ses med annat än Hubbleteleskopet, befinner sig i banor på mycket långt avstånd från Pluto. De namngavs officiellt i juni 2006 av IAU efter förslag från upptäckarna. Innan dess användes beteckningarna S/2005 P1 respektive S/2005 P2.

## Kerberos

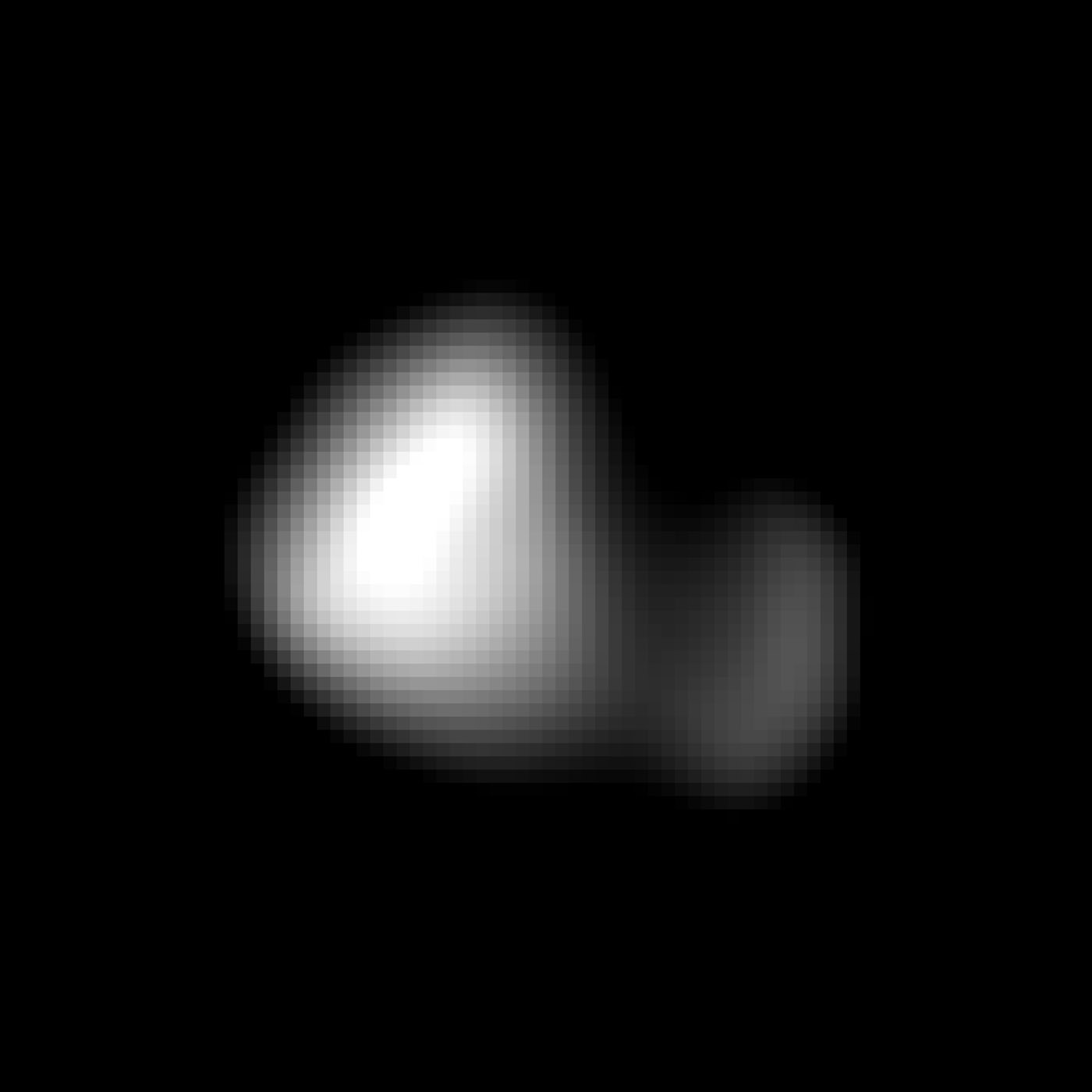
Kerberos fotograferad av New Horizons

Den 20 juli 2011 observerade Hubbleteleskopet en fjärde måne. Månen, som är mellan 13 och 34 kilometer i diameter, ligger mellan månarna Nix och Hydras banor. Månen fick namnet Kerberos. Andra beteckningar som använts är S/2011 P 1 och P4. Den fullbordar en omloppsbana runt Pluto på ungefär 31 dagar. Månen sågs först i ett foto taget med Hubbles Wide Field Camera 3 den 28 juni 2011. Iakttagelsen bekräftades i uppföljande Hubbleobservationer gjorda mellan 3 juli och 18 juli 2011.

## Styx

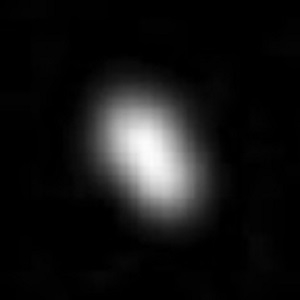
Styx fotograferad av New Horizons

På bilder tagna i juni och juli 2012 av Hubbleteleskopet har en femte måne, Styx, i bana runt Pluto upptäckts. Den betecknas även S/2012 (134340) 1, eller P5. och dess bana ligger mellan Charon och de yttre satelliterna.

## Rymdsond mot Pluto
Pluto och dess satelliter fick 2015 besök av rymdfarkosten New Horizons, som sändes iväg 19 januari 2006. Den nådde fram den 14 juli 2015. Den landade inte på Pluto och dess satelliter, utan tog endast närbilder av dem. Inga nya månar upptäcktes.

## Tabell
| Namn     | Upptäckt   | Diameter (km) | Omloppstid (jorddygn) | Rotationstid (dygn) | Halv storaxel (km) |
| -------- | ---------- | ------------- | --------------------- | ------------------- | ------------------ |
| Charon   | 1978/06/22 | 1208 ±3       | 6,387                 | 6,3872              | 17 536             |
| Styx     | 2012/06/26 | 16 × 9 × 8    | 20,2                  | 3,24 ±0,07          | 42 000             |
| Nix      | 2005/06/15 | 50 × 35 × 33  | 24,86                 | 1,829 ±0,009        | 48 708             |
| Kerberos | 2011/06/28 | 19 × 10 × 9   | 32,1                  | 5,31 ±0,10          | 59 000             |
| Hydra    | 2005/06/15 | 65 × 45 × 25  | 38,2                  | 0,4295 ±0,0008      | 64 749             |

För Charon som är sfärisk är den angivna storleken diametern. De små månarna är approximerade med tredimensionella ellipsoider. Notera att de små månarnas omloppstider approximativt är heltalsmultipler 3:4:5:6 av Charons omloppstid. Halva storaxeln anges relativt Pluto–Charonsystemets gemensamma masscentrum.